# قرش تپه ۲
قرش تپه ۲ مربوط به دوره اشکانیان - دوره ساسانیان - سده‌های میانه دوران‌های تاریخی پس از اسلام است و در شهرستان ماهنشان، بخش انگوران، دهستان قلعه جوق، ۱۵۰ متری شرق روستای کهریز بیگ واقع شده و این اثر در تاریخ ۲۷ بهمن ۱۳۸۷ با شمارهٔ ثبت ۲۴۵۸۸ به‌عنوان یکی از آثار ملی ایران به ثبت رسیده است.